# غافين ستيفنز
غافين ستيفنز (29 فبراير 1932 - ) (بالإنجليزية: Gavin Stevens)‏ هو لاعب كريكت أسترالي. شارك مع منتخب أستراليا الوطني للكريكت.

## وصلات خارجية
- غافين ستيفنز على موقع إي آس بي آن كريك إنفو (الإنجليزية)